# نمی‌توانم نفس بکشم

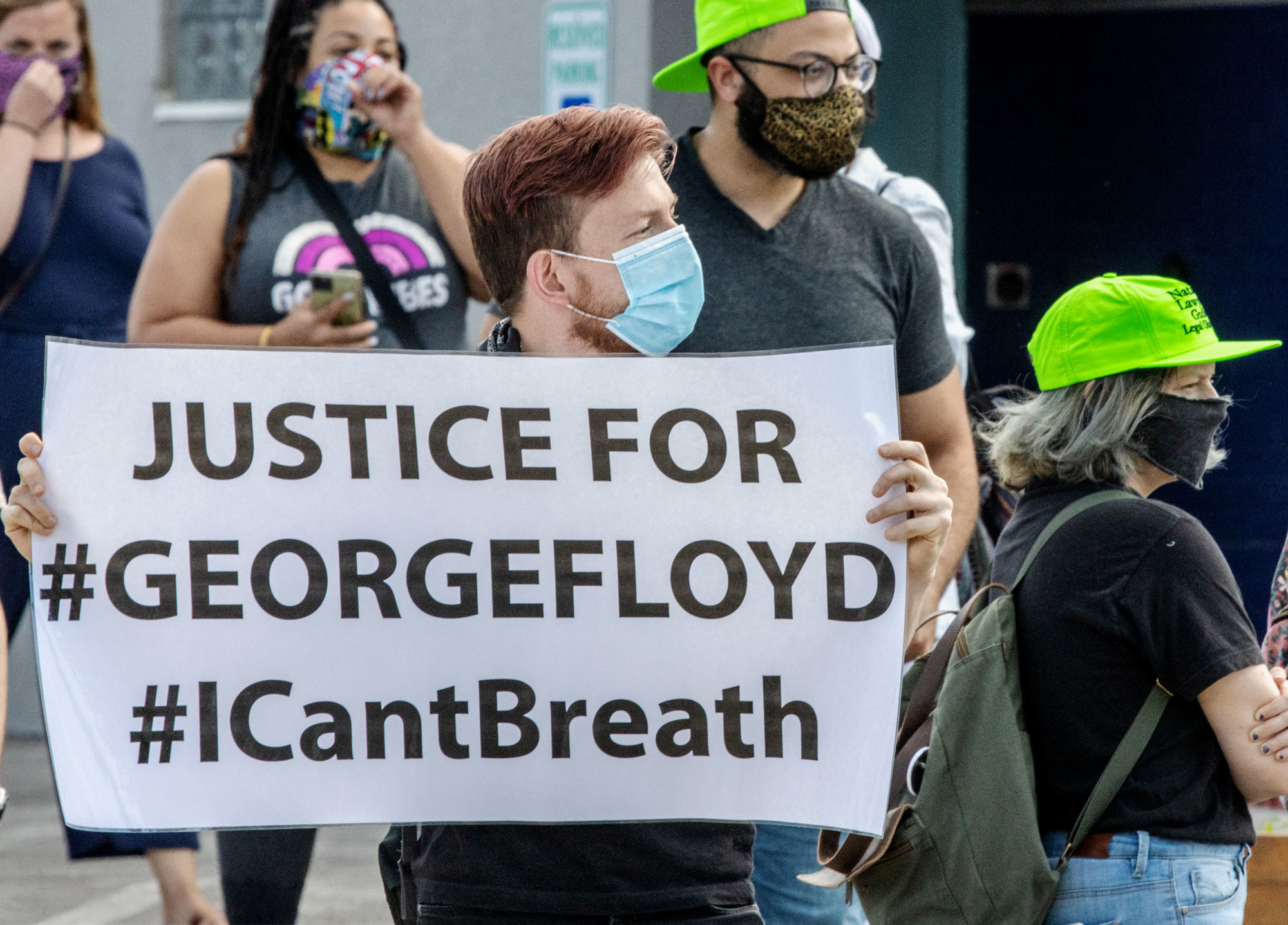
اعتراض در شهر گراو، اوهایو در ماه مه سال ۲۰۲۰ (متن نوشته: عدالت برای جورج فلوید من نمی‌توانم نفس بکشم)

«نمی‌توانم نفس بکشم» یک شعار سیاسی است که با کشته شدن دو مرد سیاه‌پوست، اریک گارنر و جورج فلوید، در سال‌های ۲۰۱۴ و ۲۰۲۰ به دست افسران پلیس مطرح شد. این شعار همچنین برای اعتراض به مسائل گسترده‌تر مانند وحشیگری پلیس و نابرابری نژادی در ایالات متحده نسبت به سیاه پوستان اشاره دارد.

## اریک گارنر

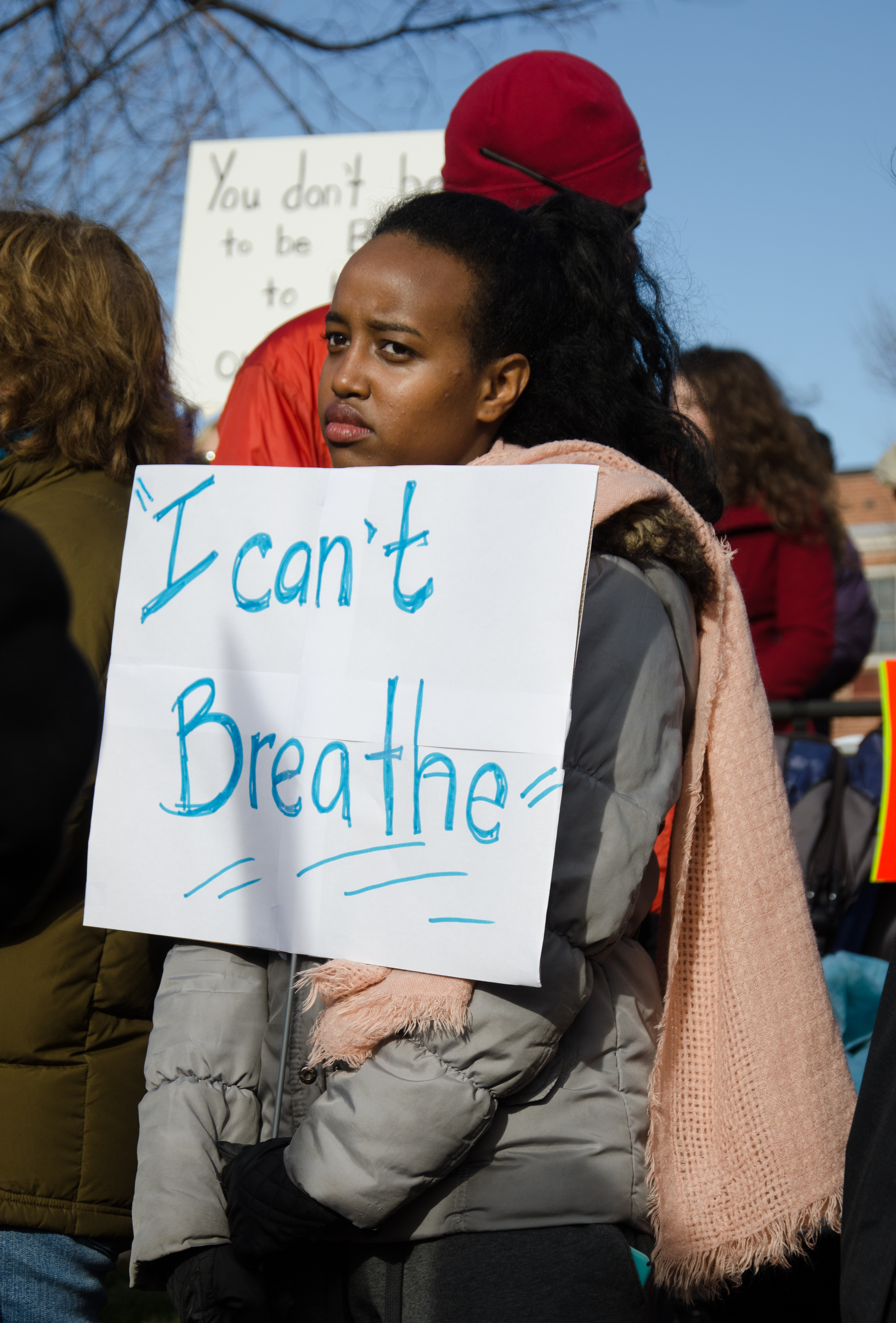
اعتراضات ماه دسامبر سال ۲۰۱۴ در برلین، آلمان

شروع این عبارت به مرگ اریک گارنر در ژویه ۲۰۱۴ که توسط یک افسر اداره پلیس شهر نیویورک قرار گرفت، برمیگردد. فیلمی که از گارنر گرفته شد نشان می‌داد او که توسط مأموران متعددی مهار شده بود، ۱۱ بار قبل از بیهوشی گفت «من نمی‌توانم نفس بکشم».
پس از تبرئه مأمور اداره پلیس در دسامبر سال ۲۰۱۴ که باعث خفه شدن گارنر شد، این شعار در میان اعتراضات، محبوبیت چشمگیری پیدا کرد. هشتگ "ICantBreathe#" در دسامبر ۲۰۱۴ بیش از ۱٫۳ میلیون بار با همراهی گسترده ورزشکاران آماتور و حرفه‌ای توئیت شد، برای اولین بار در چنین زمانی بود که تیم بسکتبال بانوان نوتردام فایتینگ ایرلند در طول آماده شدن برای مسابقه در ۱۳ دسامبر، تی‌شرت‌هایی را پوشید که "من نمی‌توانم نفس بکشم" روی آن نوشته شده بود. ورزشکاران لیگ برتر فوتبال و انجمن ملی بسکتبال، به ویژه لوبرون جیمز، لباس‌هایی با چاپ "من نمی‌توانم نفس بکشم" پوشیدند.
در اواخر ماه دسامبر، مقامات منطقه مدرسه فورت براگ در مندوچینو، کالیفرنیا، ورزشکاران را از پوشیدن تی‌شرت‌های «نمی‌توانم نفس بکشم» قبل از مسابقات بسکتبال دبیرستان ممنوع کردند. اتحادیه آزادی‌های مدنی آمریکا در حمایت از دانشجویان نامه‌ای نوشت.

## جورج فلوید
در ماه مه سال ۲۰۲۰، درک شووین، افسر پلیس شهر مینیاپولیس، زانوی خود را ۸ دقیقه و ۴۶ ثانیه روی گردن جورج فلوید قرار داد در حالی که جورج فلوید غیرمسلح و دستبند زده شده بود.
فیلمی که توسط ناظران حادثه گرفته شد نشان داد فلوید چندین بار گفت «من نمی‌توانم نفس بکشم». علی‌رغم تقاضای فلوید و همچنین فریاد ناظران مبنی بر اینکه مأمور مانع از نفس کشیدن او شده‌است، شووین دو دقیقه و ۵۳ ثانیه بعد از بی پاسخ بودن فلوید، دستگیری را ادامه داد، در حالی که سه افسر دیگر تماشا می‌کردند.
«من نمی‌توانم نفس بکشم» برای اعتراض به مرگ جورج فلوید به شعار گسترده‌ای تبدیل شده‌است.